# Susan George (politisk forskare)
Susan George, född 29 juni 1934 i Akron i Ohio, är en amerikansk-fransk politisk aktivist och forskare, som framförallt engagerat sig i frågor rörande "tredje världens" skulder och social rättvisa. Hon är bland annat hederspresident i organisationen Attac-France och aktiv inom Transnational Institute, en internationell tankesmedja för progressiv politik.